# شاد بيجوم
شاد بيجوم (بالإنجليزية: Shad Begum)‏ هي عاملة اجتماعية من دير لور بباكستان. تنحدر بيجوم من عائلة بإحدى الطبقات المتوسطة والدينية. تعتبر بيجوم أول امرأة تدرس في الجامعة في عائلتها حيث تقول أنها حصلت دائمًا على دعم والدها وإخوانها وزوجها للقيام عملها الاجتماعي.

## جمعية السلوك والتحول المعرفي
أسست شاد جمعية السلوك والتحول المعرفي لتنمية المرأة في المنطقة في عام 1994. واجهت الجمعية في البداية العديد من التحديات والصعوبات في المجتمع المحافظ الذي تُهيمن الأفكار المُحافظة على تفكير أفراده. تقلت بيجوم مكتب المنظمة إلى بيشاور عندما ارتفع نفوذ حركة طالبان في المنطقة وهددها مسلحون مجهولون. وساهمت الجمعية في مشاريع تعليم الإناث والوعي السياسي وتحسين الصحة في المنطقة. وعلاوةً على ذلك، قامت الجمعية أيضًا بتنفيذ مشاريع مثل بناء الجسور المُعلقة وتركيب مضخات يدوية وتمهيد الشوارع وتقديم قروض صغيرة للتجار المحليين وتأهيل نساء مؤثرات على مستوى القاعدة الشعبية. تحصل الجمعية على التمويل من الوكالات الباكستانية والدولية.

## الجوائز

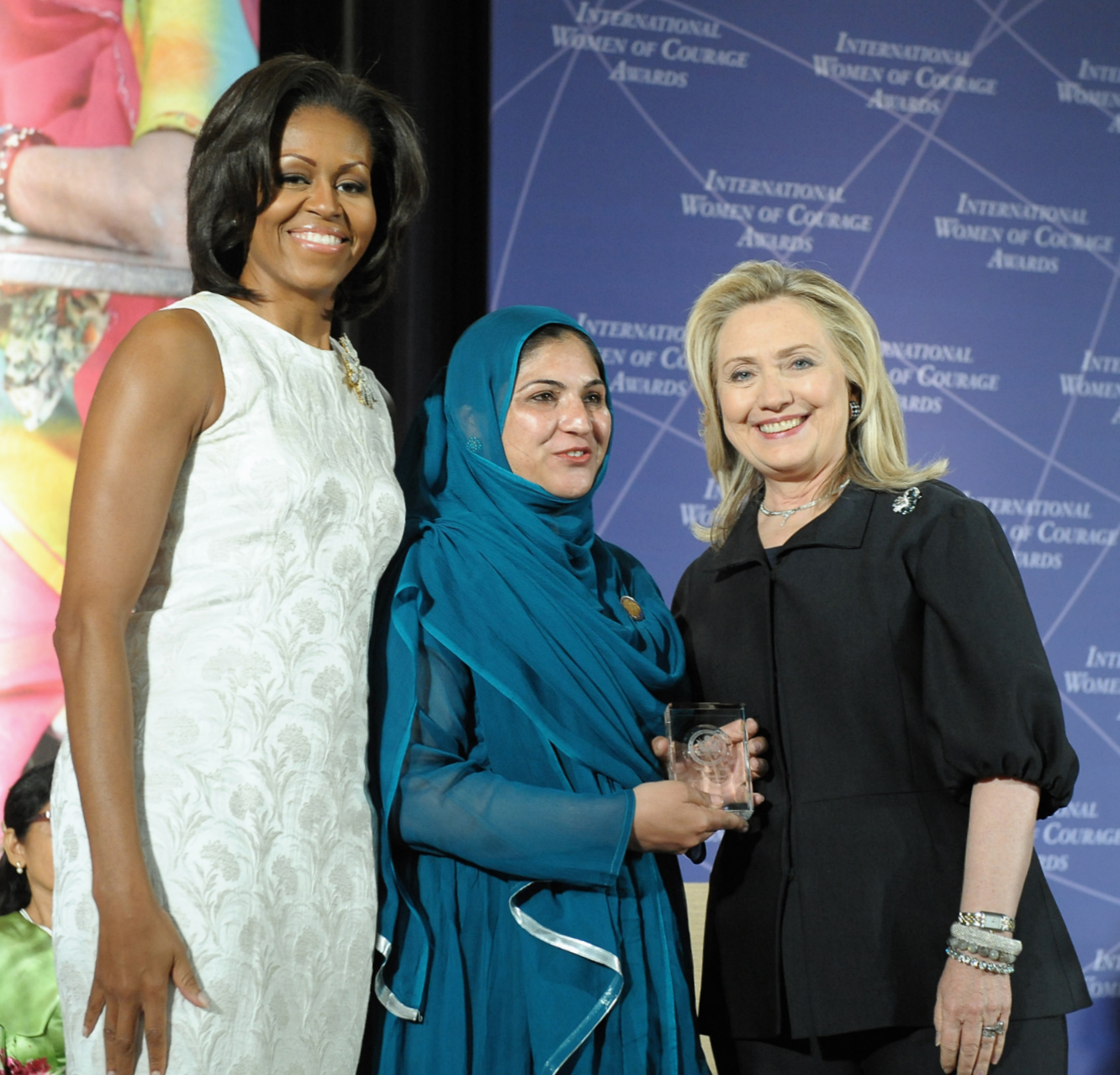
شاد بيجوم مع هيلاري رودهام كلينتون وميشيل أوباما في جائزة IWOC لعام 2012

حصلت بيجوم على جائزة المرأة الشجاعة الدولية من قبل السيدة الأمريكية الأولى ميشيل أوباما ووزيرة الخارجية هيلاري كلينتون يوم الخميس 8 مارس 2012. تعتبر المنطقة التي تنحدر منها بيجوم مُحافظة للغاية وبها عدد قليل جدًا من النساء العاملات، لذلك طلبت بيجوم من العديد من المراسلين الإخباريين عدم نشر الأخبار لأسباب أمنية.